# Limosina lutea
Limosina lutea är en tvåvingeart som först beskrevs av Richards 1963.  Limosina lutea ingår i släktet Limosina och familjen hoppflugor. Inga underarter finns listade i Catalogue of Life.